# 何执中
何执中（1043年—1116年），字伯通，处州龙泉人，北宋政治人物。
出生贫苦，少时勤奋好学，曾受知于曾巩、曾布兄弟。熙宁六年（1073年）进士及第，为台州、亳州判官，再改知海盐县，入京为太学博士。绍圣四年，接替傅楫选为记室，转侍讲。宋徽宗时，超拜宝文阁待制，迁中书舍人、兵部侍郎、工部、吏部尚书兼侍读。崇宁四年（1105年）自试吏部尚书拜为尚书右丞，大观二年（1107年）正月，迁为中书省侍郎，三月，改门下省侍郎。大观三年（1109年）六月辛巳，台谏交论蔡京不可用，微宗亦惮其专权，以執中取代蔡京为尚书左丞，引起太学生陈朝老的反对。政和元年（1111年），獨相，力主“节浮费，戒奢侈，宽民力。”。政和二年，蔡京復職，何执中为副相，蔡京任上处处迎合宋徽宗，粉饰太平。政和六年（1116年）退休，前後为相八年。隔年卒，享年七十四岁，谥正献，追封清源郡王。

## 延伸阅读
[在维基数据编辑]
 《宋史/卷351》，出自脱脱《宋史》